# JR四国2700系気動車
2700系気動車（2700けいきどうしゃ）は、四国旅客鉄道（JR四国）の特急形気動車である。
本項では、土佐くろしお鉄道が所有する同型車についても取り扱う。

## 概要
老朽化した2000系気動車の置き換えを目的として製造された車両である。
元々、2000系気動車の置き換えには、車体傾斜装置に8600系電車同様の空気ばね式を採用し、構造の簡素化によりメンテナンス費用の軽減を目指した2600系気動車を開発し、量産化して投入する予定であった。しかし、2017年に製作した2600系先行試作車を用いて走行試験を行ったところ、特にカーブが連続する区間を有する土讃線において空気ばね制御に用いる空気容量の確保に課題があることが判明したため、2600系の量産化は中止とし、代わりに2000系同様の制御付き自然振子装置を採用して2600系をベースに再設計・製造されたのが本形式である。振り子式車両の新製は2008年のJR九州883系の増結用中間車以来11年ぶり、新系列に至っては2001年のJR西日本キハ187系以来18年ぶりの登場となった。
2019年（平成31年）1月に先行試作車2両編成2本（4両）が川崎重工業車両カンパニーにて製造された。同年1月23日に多度津工場にて、2752-2702の2両が報道陣に公開された。
車両システムや電気機器、サービス設備も、車体傾斜装置を除いて2600系とほぼ同様となっている。なお、2000系・2600系との総括制御は不可能である。
「優れた技術を継承するとともに現在の特急車両としての技術や設備を備えた完成度の高い車両であること」が評価され、第60回ローレル賞を受賞した。

## 車両概説

### 車体
車体の構造は2600系を踏襲し、ステンレス製で、レーザー溶接を用いて組み立てられた。車体傾斜方式を変更し傾斜角が大きくなった結果（後述）、2600系に比べて車体の裾の絞り込みが大きくなった。裾の絞り込みによって窓側の座席の足元が狭くなる問題があったが、空調機器の配置を見直すことである程度の確保はされている。
エクステリアデザインも概ね2600系を踏襲し、日本の伝統意匠をアレンジした「Neo Japonism(ネオジャポニスム)」をコンセプトとする。本車両が岡山県・香川県と徳島県・高知県を結ぶ特急列車に充当されることから、徳島県の阿波踊りや高知県のよさこい祭りの情熱を表したディープレッドをベースに吉兆の伝統配色である「赤」と「金」を配する一方で、新たに香川特産のオリーブや岡山のマスカットをイメージしたグリーンのラインをそれぞれ配色している。

### 機器類

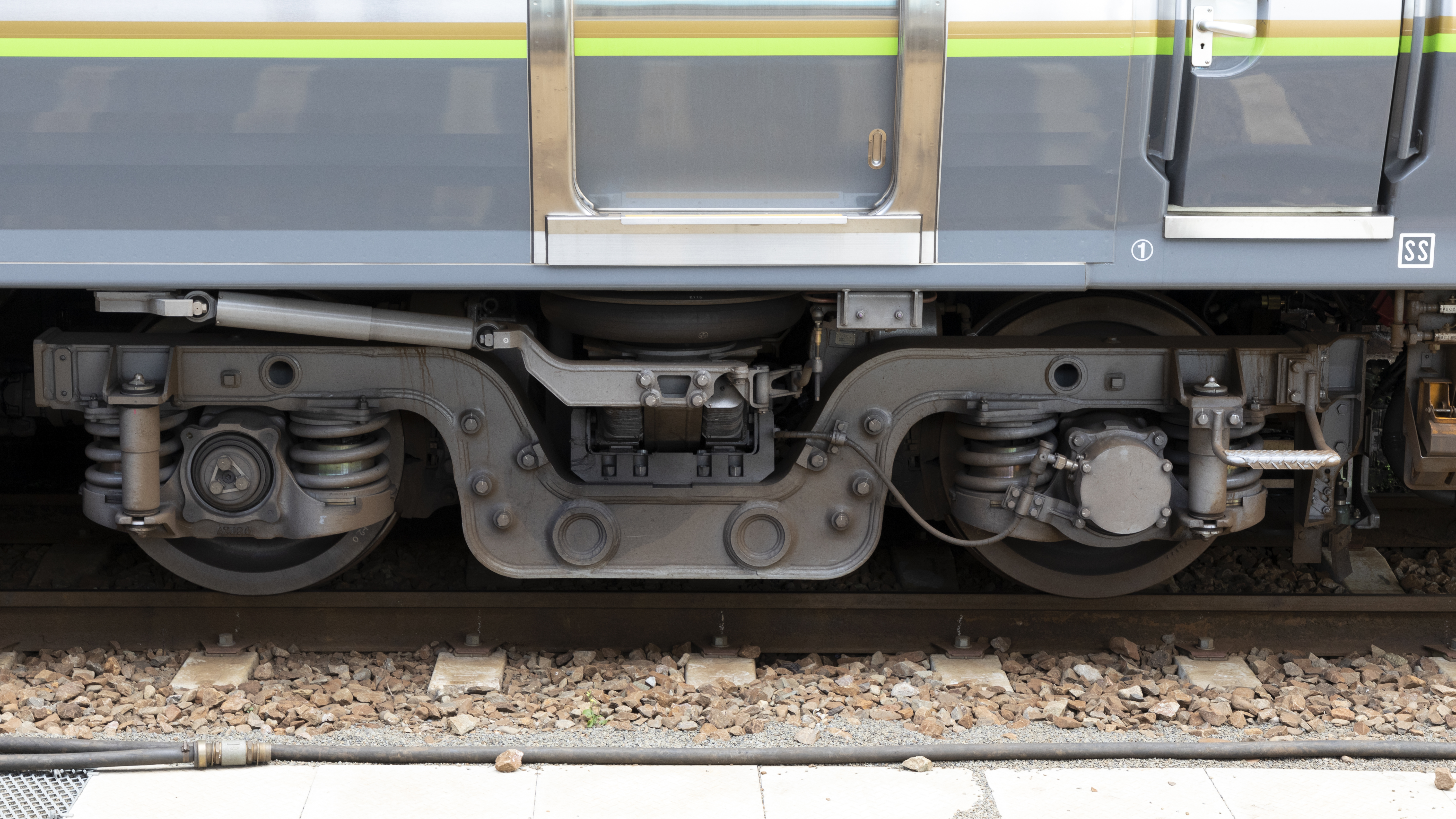
S-DT70台車

2000系気動車と同様、制御付自然振り子装置を採用するが、振り子機構は2000系のコロ式から8000系電車の試作車で採用されたベアリングガイド式（リニアガイド式）に変更されている。最大傾斜角度は2000系や8000系と同じ5度となり、2600系の2度より大きくなっている。台車は、2017年度から2000系の台車置き換えに使用されているS-DT69形をベースにした空気ばねボルスタレス台車S-DT70形で、軸箱支持方式はコイルバネ+円筒積層ゴムを用いたウイングバネ式。
地上データを各車に搭載しているTC装置に保存しており、ATS地上子によって自車の位置を補正する。この地点検知にエラーが発生した場合でも自然振子となり曲線通過速度を低下させることなく走行可能である。また、振子設定可能駅を追加し、地点検知エラーの際に出来るだけ早く復帰できる仕様としている。

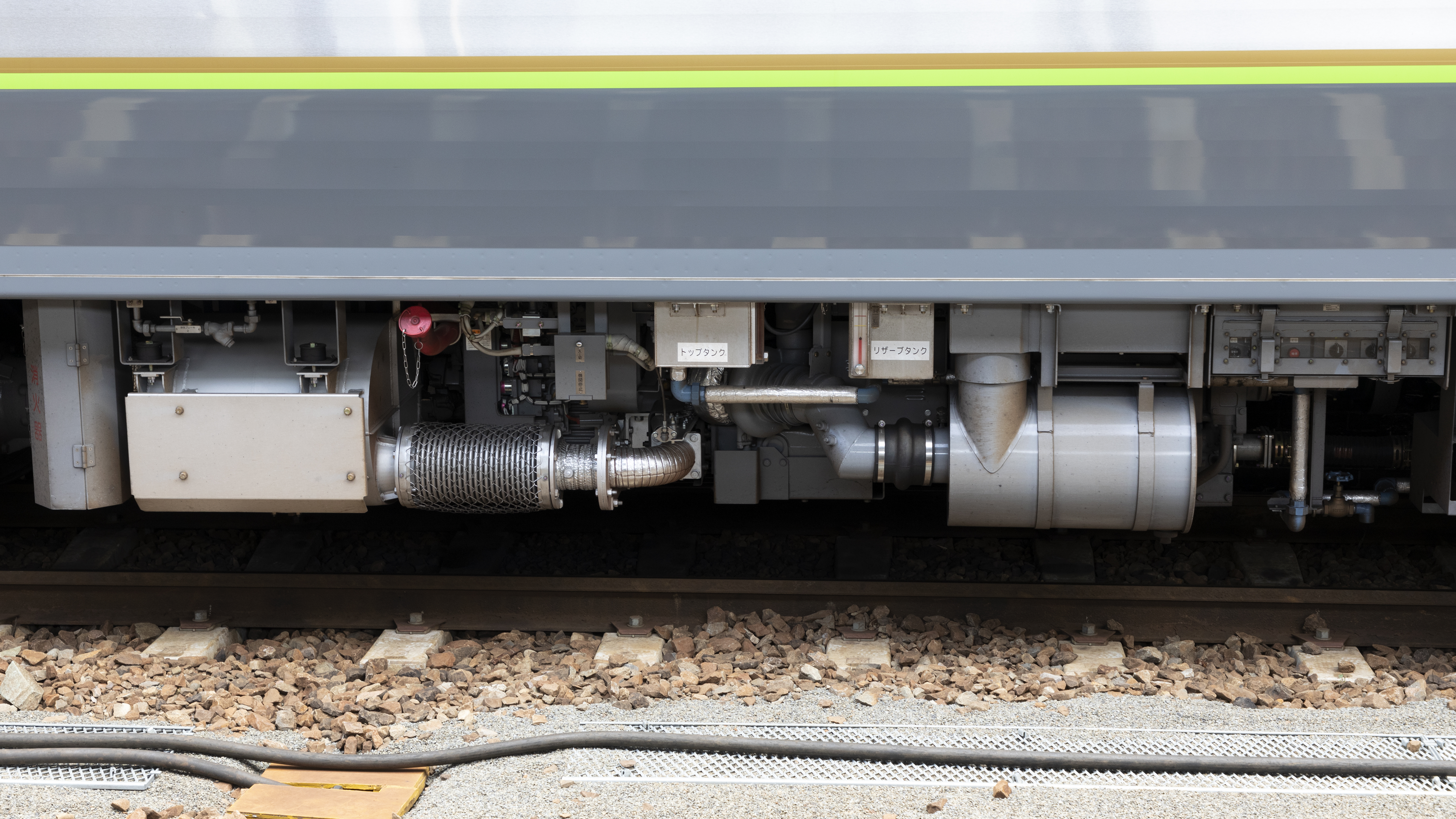
エンジン SA6D140HE-2

エンジンは2600系気動車と同じコマツ製の環境対応形ターボ・アフタークーラー付き直列6気筒SA6D140HE-2形(450 PS / 2,100 rpm) を各車に2基搭載する。最高運転速度は130 km/h。ただ熱交換器は、車体傾斜方式の変更に伴う床下ぎ装スペースの減少によって形状を変更し、巻き込み風の低減を図るための遮風板を取り付けた新型を採用している。
機関・排気ブレーキ併用の電気指令式空気ブレーキを採用。常用ブレーキ、非常ブレーキ、直通予備ブレーキ、耐雪ブレーキ、抑速ブレーキ、救援ブレーキの6系統を有している。山間部を走行することを考慮し、連続する下り勾配での制輪子の摩耗低減のため、抑速ブレーキでは機関ブレーキを併用している。

### 車内設備
客室内の設備などは2600系を踏襲している。屋根高さの低減の影響を極力小さくできるよう、可能な限り天井高さを確保し、荷棚スペースを確保している。室内はデッキの扉面やシートモケットに伝統文様をアレンジしたデザインを施し、徳島が育んだ「ジャパンブルー」、高知から望む太平洋の「オーシャンブルー」を使用している。
座席は基本2600系を踏襲しているが、車体形状の変更により細部の形状を変更した。座席周りは、フットレストを撤去して足元を広くとるとともに可動式枕を撤去し枕部のクッション性を確保している。客室照明は2600系と同タイプのLED照明を用いた間接照明とした。
インバウンド需要を見込み、公衆無線LANサービス「JR四国無料公衆無線LANサービス」にも対応している。また、スマートフォン等の普及に対応するため、全席にコンセントを設置している。一方で、飲料の自動販売機は設置されていない。
セキュリティ強化を目的に、各車両の客室および出入り口に防犯カメラを設置した。

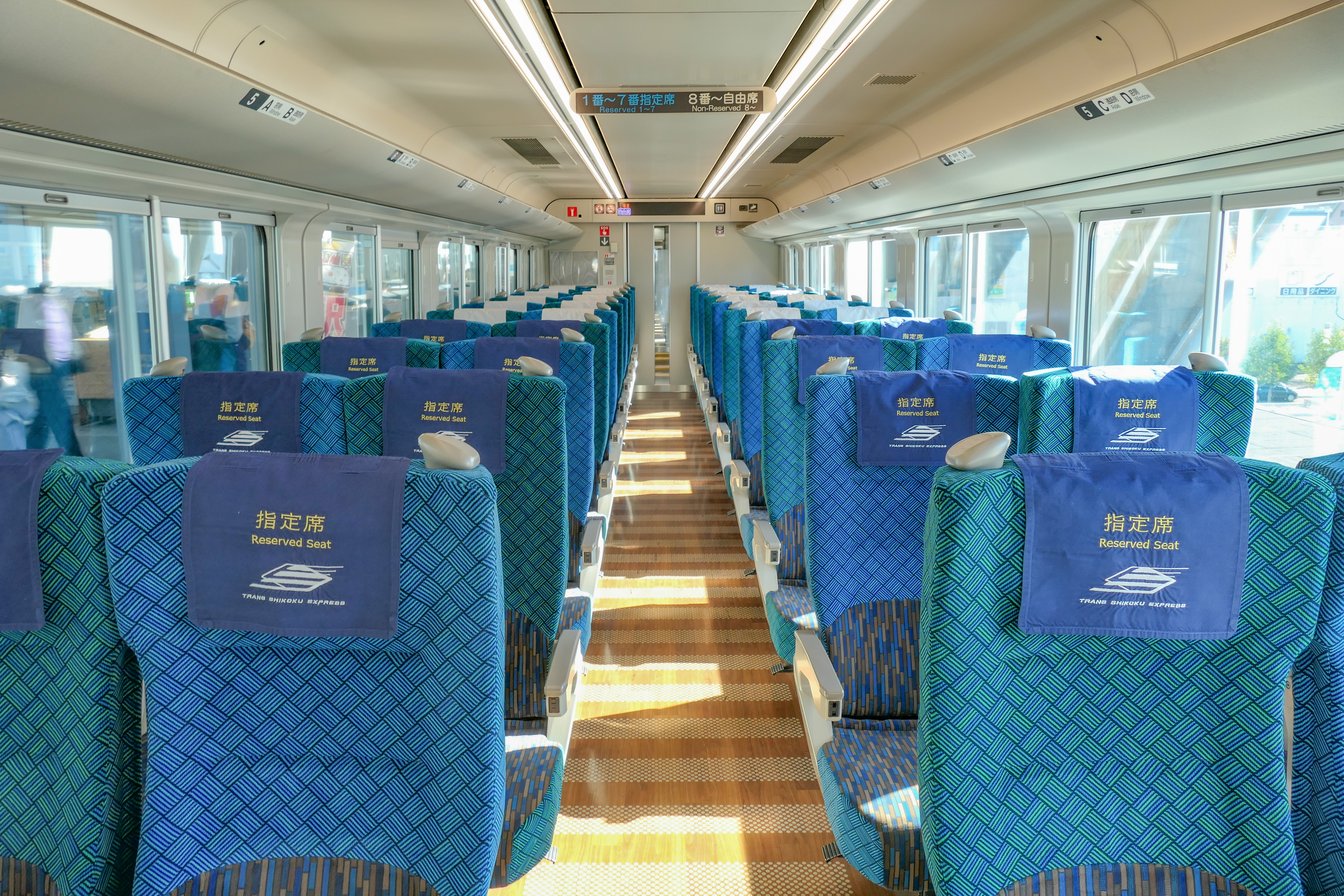
普通車車内。 前方青色カバーの座席は指定席、後方白色カバーは自由席。
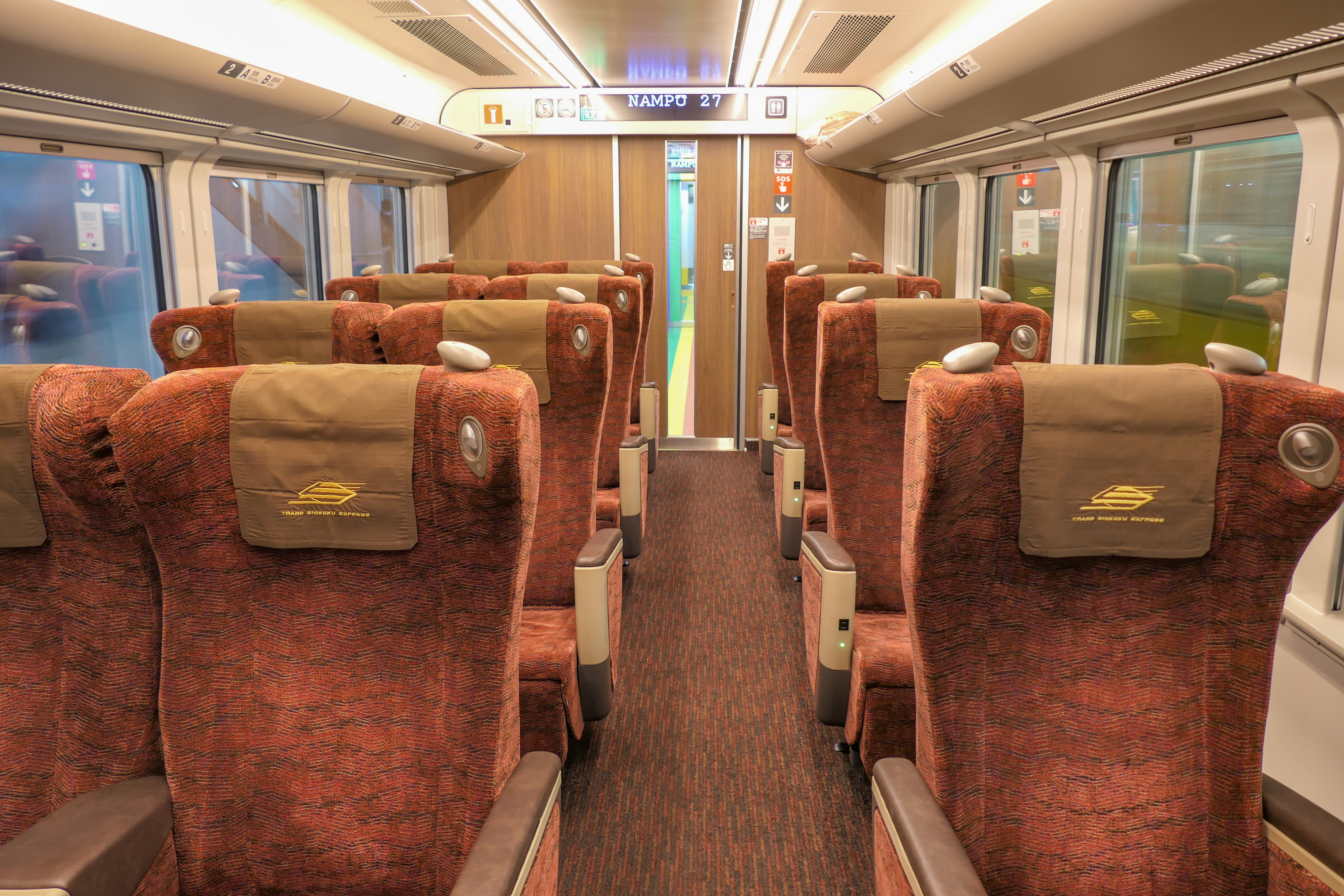
グリーン席車内
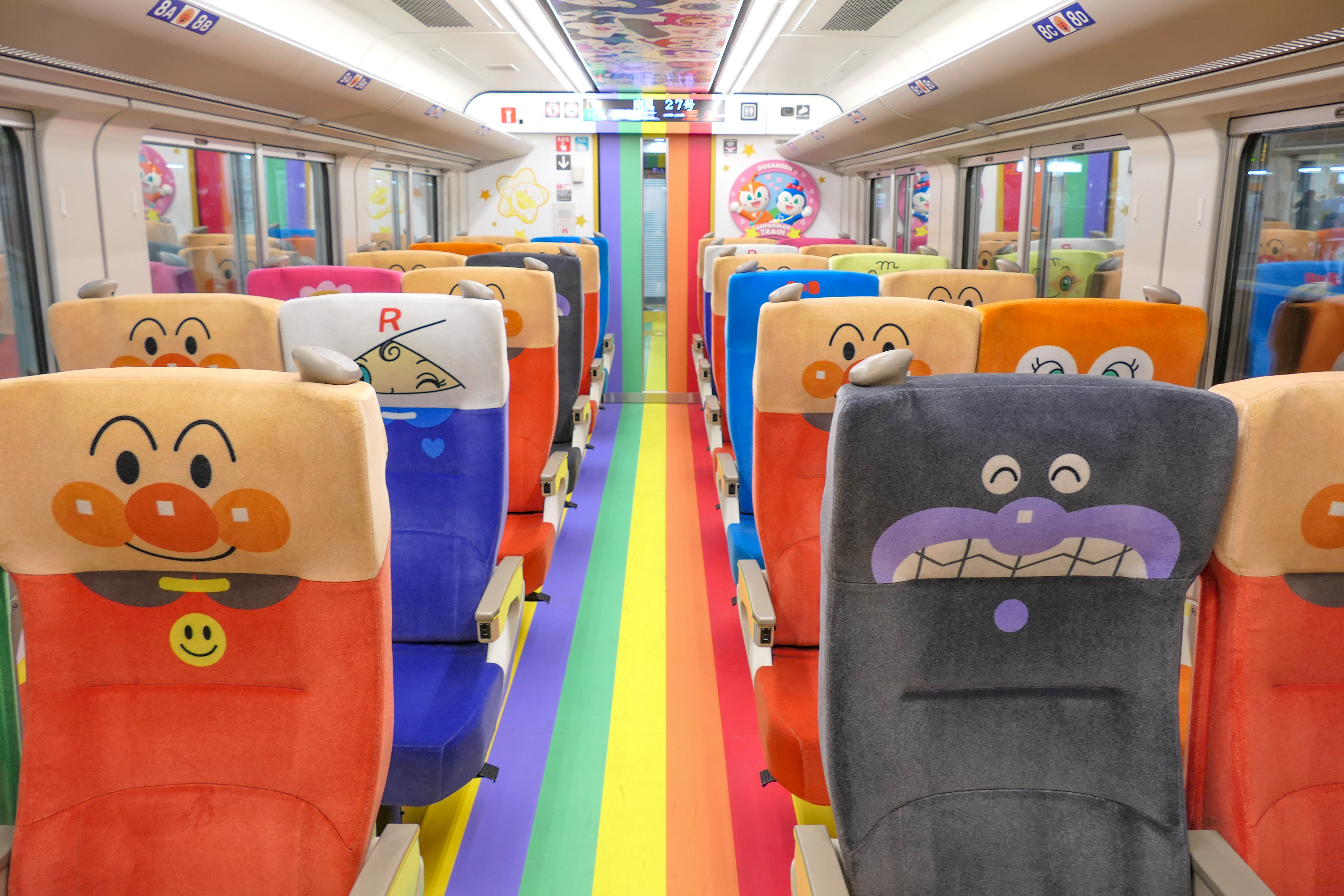
2800形普通席車内（アンパンマンシート）

## 編成
「アンパンマン列車」以外の通常時は2700形と2750形で組成される2両編成を基本に、土讃線「南風」全編成で2750形の宿毛方に2800形、高徳線「うずしお」の一部編成は2750形の徳島方にさらに2750形を増結した3両編成で構成されることが多い。2000系と異なり、全車が運転台、トイレ付きである。
2700形
17両製造、Mc車（高松・岡山方先頭車）。全室普通席車。
車椅子スペースを客室後位側に設置し、車椅子固定用ベルト、手すり、非常通報ボタンを設置している。また、車椅子スペースの隣には、車椅子から移動可能な腰掛（跳ね上げ式肘掛、車椅子固定用ベルト付き）を設置している。座席撤去に伴い背面テーブルが使用できない座席については、中肘掛にインアームテーブルを設置している。また、車いすで利用可能な多機能トイレを設置しており、簡易オストメイト機能とともに、暖房・温水洗浄機能付き便座としたほか、ベビーベット、ベビーチェアを設置。荷物置き場、水タンク移設等の設計変更により2600系から形状が変更されている。定員46人。
2750形
17両製造、Mc'車（徳島・宿毛方先頭車）。全室普通席車。
暖房機能付き便座を備えた洋式便所及び荷物置き場を有する。定員52人。
2800形
7両製造、Msc車。徳島・宿毛方の半室をグリーン席（横2+1列）としており、車両中間に間仕切りを有する。車端部に多目的室と洋式便所を備える。なお、グリーン席は電動フットレスト・読書灯付きのリクライニングシート。定員36人（グリーン席12席、普通席24席）。

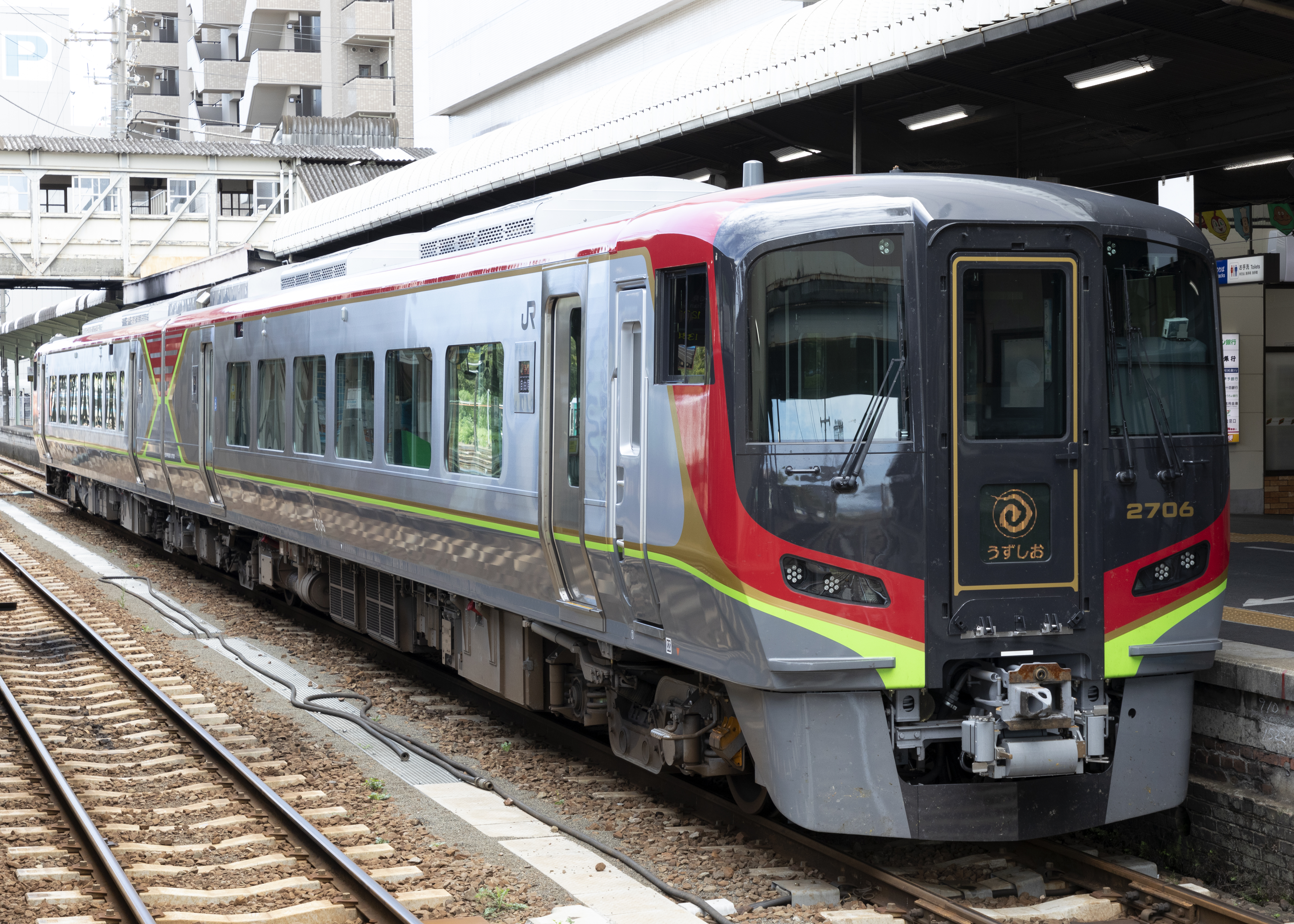
「うずしお」運用に使用される 2706+2756（2019年9月）

## 運用
2019年（令和元年）7月29日、先行的に8月6日以降の一部日程で高徳線の特急「うずしお」4往復に投入し、9月3日以降は土讃線の特急「しまんと」「あしずり」各1往復にも投入後、9月28日より特急「南風」「しまんと」「あしずり」計5往復及び「うずしお」7.5往復を置き換える計画が発表され、8月6日に高松駅で出発式が行われた。
当初の予定では2020年度までにグリーン席付車両を含め40両程度を投入するとしており、具体的には16両が2019年度に投入され、2020年度中に23両が投入されてJR四国が所有する車両数は合計39両となった。
2020年（令和2年）7月18日に運転本数が拡大され、特急「南風」が全28本中6本から18本、特急「しまんと」が全10本中2本から4本、特急「あしずり」が全16本中2本から4本、特急「うずしお」が全33本中15本から23本となった。このうち、特急「うずしお」については全33本中31本が2600系または2700系による運転となり、N2000系を完全に置き換えた。また、特急「南風」については後述の通り5往復が「土讃線アンパンマン列車」として運転されるようになった。1日3往復（2・3・14・15・26・27号）に充当されるAパターンと、1日2往復（6・7・18・19号）に充当されるBパターンがあり、2編成がそれぞれ隔日で交互に運転される。
同年7月29日から31日にかけて、川崎重工業兵庫工場から高松まで9両（2700形4両〈2714・2715・2716・2730〉、2750形3両〈2765・2766・2780〉、2800形2両〈2806・2807〉）が甲種輸送された。このうち2730・2780の2両は土佐くろしお鉄道所有の車両で、車体にJRマークがなく、車番も30番台に区分されている。
2021年（令和3年）3月13日のダイヤ改正で、「南風」「しまんと」の全列車と「あしずり5・14号」が本系列での運転となった。同年8月には、当形式のローレル賞受賞を記念して同じローレル賞受賞車である2000系・キハ185系と並べての撮影を行う特別ツアーが開催された。
2024年（令和6年）3月3日より、「瀬戸大橋線ご利用3億人キャンペーン」の一環として、同キャンペーンのヘッドマークを当車両に掲出。掲出期間は、同年12月頃まで(予定)。 なお、掲出対象は当形式の2801・2802・2805 - 2807号である。
2025年（令和7年）3月15日のダイヤ改正で、「南風」と「うずしお」の併結運転が取りやめとなり、同時に「うずしお」に関しては岡山駅 - 高松駅間の運転も取りやめ、全て高松駅 - 徳島駅間の運転となった。同改正では「南風」と「しまんと」の併結運転も取りやめとなった。

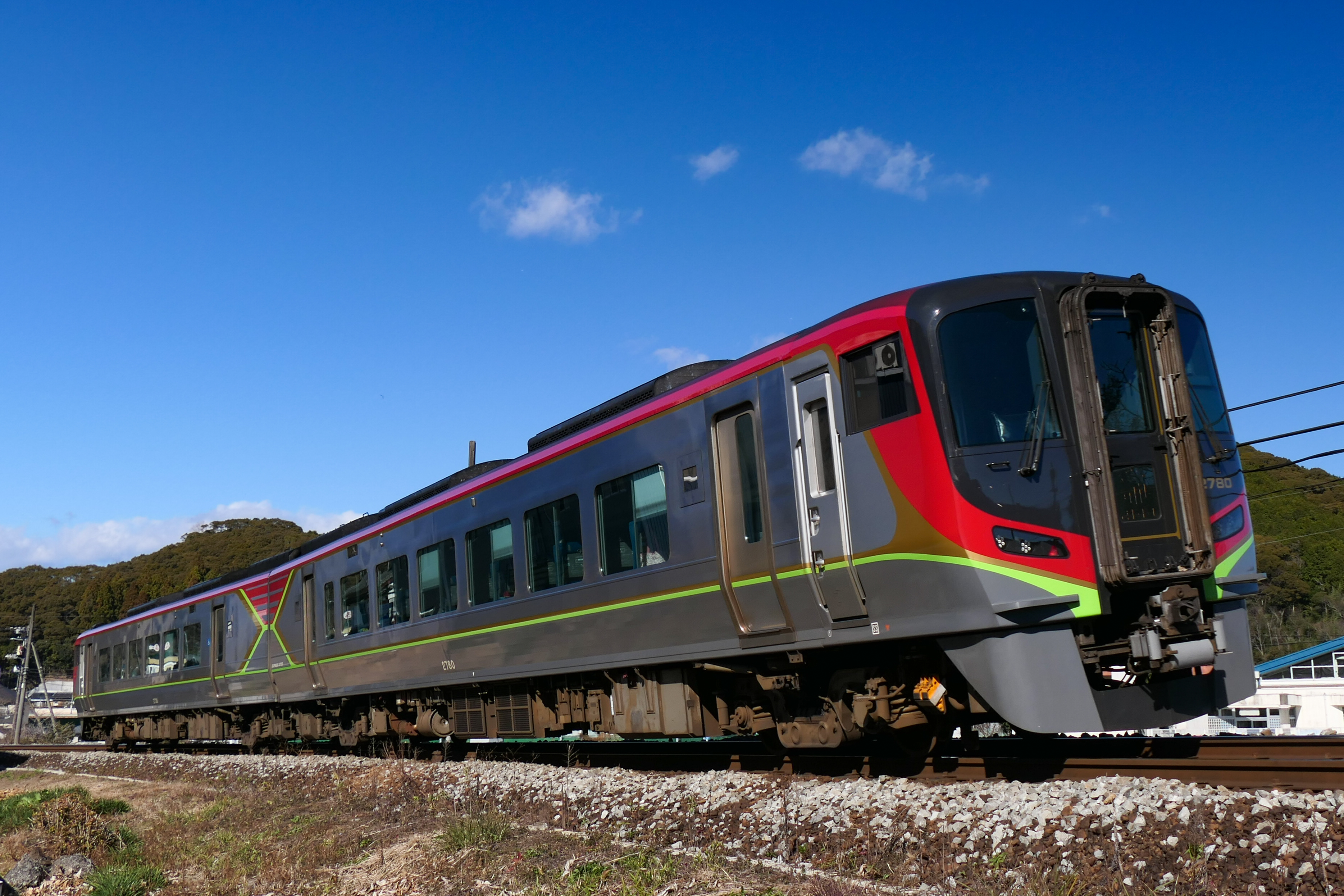
土佐くろしお鉄道保有の2780と2730（2021年12月）

なお、年末年始などの多客輸送時の土讃線特急列車については、本系列を「南風」に集中投入し主に5両編成に増車して運転するため、グリーン車のない「あしずり」と全区間単独運転の「しまんと」を2000系に車両変更する措置がとられている。

### アンパンマン列車
2020年3月30日に行われたJR四国の社長記者会見で、土讃線で運用されている2000系「アンパンマン列車」の後継として、4両編成2本を「アンパンマン列車」として投入することを明らかにした。赤色を基調の「ニコニコ」をテーマとした「土讃線あかいアンパンマン列車」（2803+2751+2701+2703）と、黄色を基調の「キラキラ」をテーマとした「土讃線きいろいアンパンマン列車」（2804+2752+2702+2704）の2編成で、座席や内壁、天井にアンパンマンのキャラクターが描かれた「アンパンマンシート」は2800形の普通車部分に設定される。
「土讃線あかいアンパンマン列車」（2803+2751+2701+2703）は2020年7月13日付で、「土讃線きいろいアンパンマン列車」（2804+2752+2702+2704）は同年7月14日付でそれぞれ多度津工場でラッピングが施工された。このうち2803と2804はカラーリングが省略された状態で輸送されている。これらの2編成は2020年7月18日から（南風3・2号は同月19日から）運用が開始された。

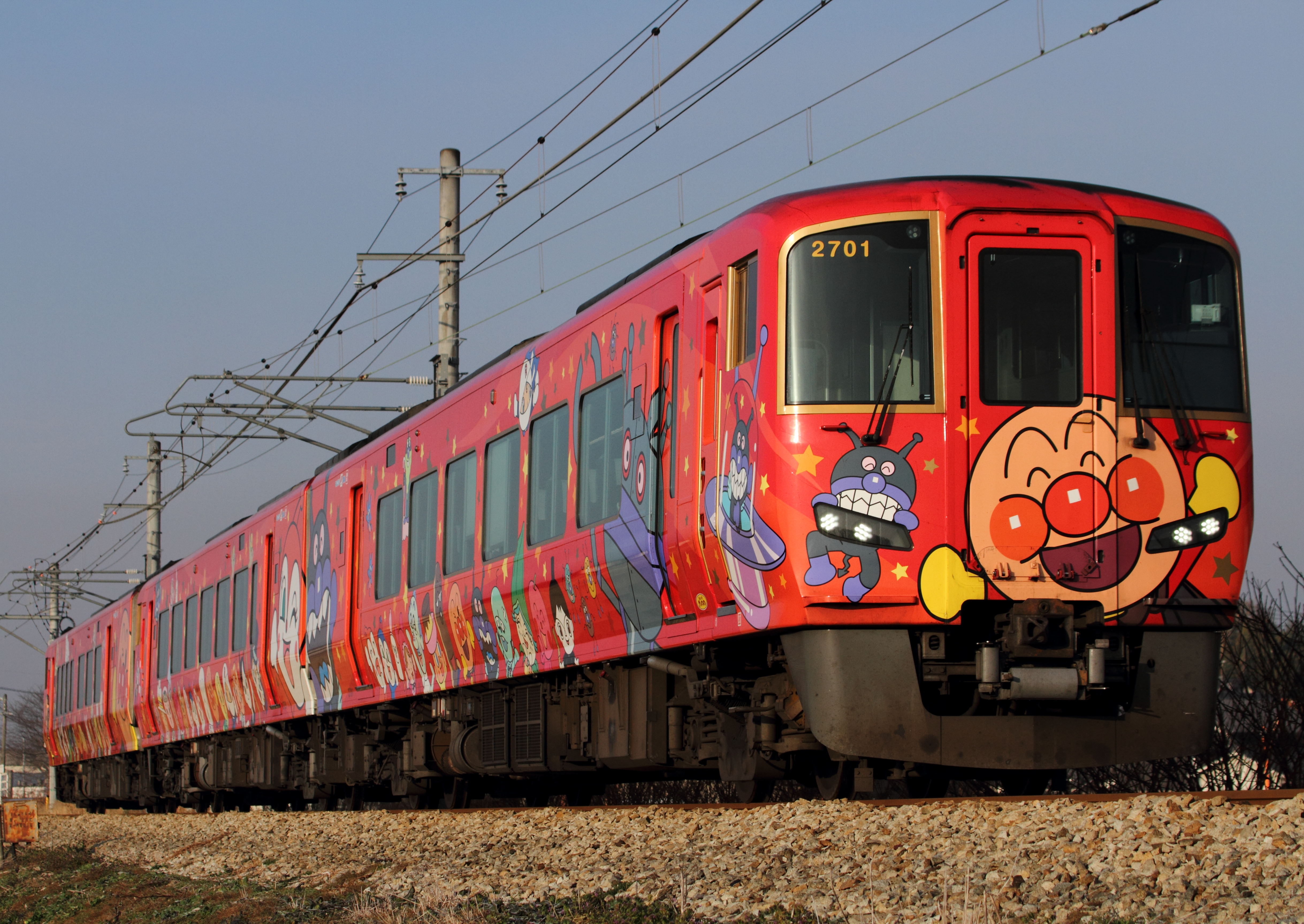
「土讃線あかいアンパンマン列車」 （2022年1月）
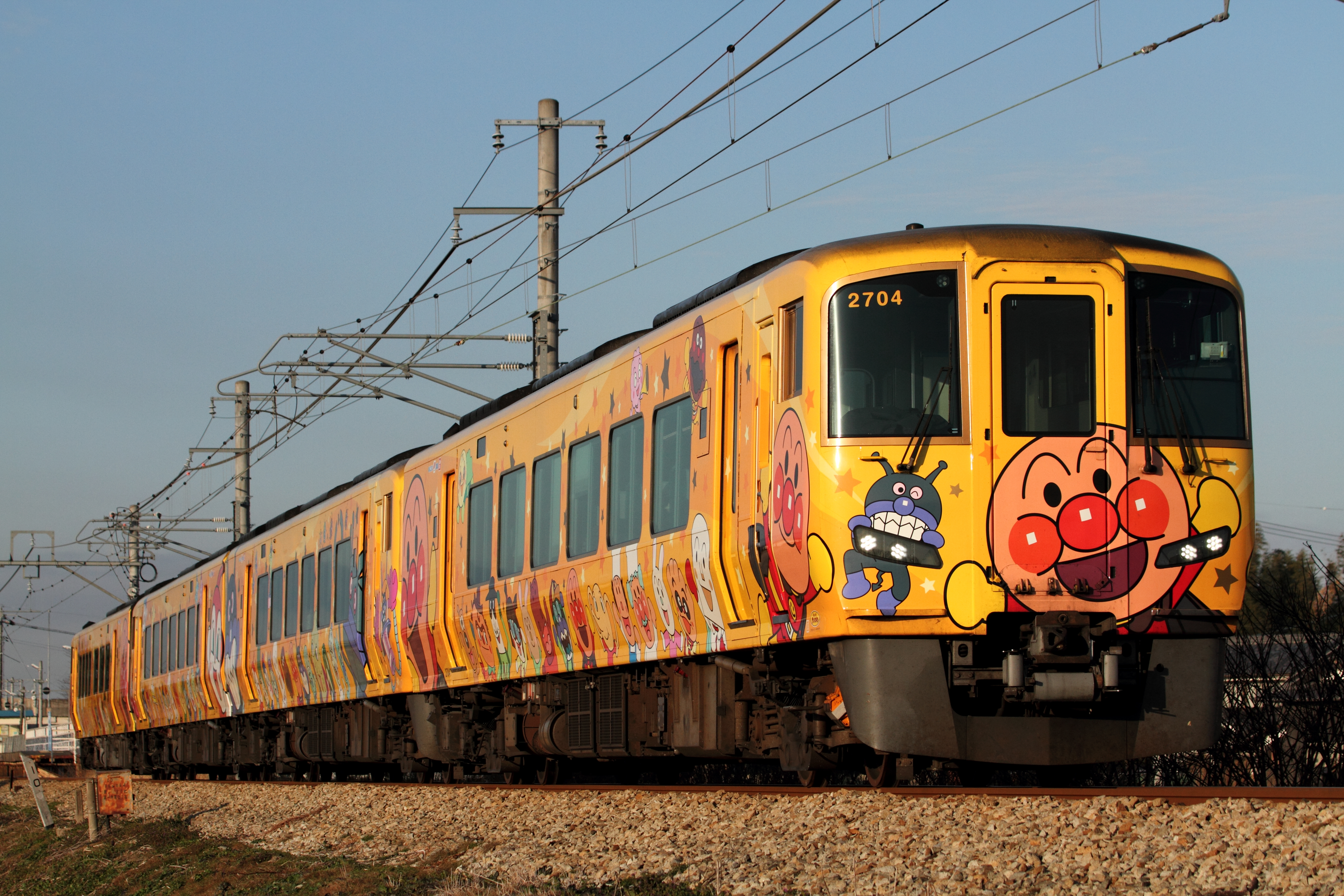
「土讃線きいろいアンパンマン列車」 （2022年1月）

## 車両一覧
- 2021年（令和3年）4月1日現在
- 製造
  - 川重：川崎重工業
- 配置
  - 高松：高松運転所
  - 高知：高知運転所
- 改造
  - 多度津：多度津工場

| 車両 形式 | 製造 区分   | 車両 番号 | 製造 | 落成 （配置）       | 転属 （配置）       | 除籍 （配置） | 現行 配置 | 備考                               |
| --------- | ----------- | --------- | ---- | ------------------- | ------------------- | ------------- | --------- | ---------------------------------- |
| 2700形    | 先行 試作車 | 2701      | 川重 | 2019/01/26 （高松） | 2020/07/18 （高知） |               | 高知      | 「土讃線あかいアンパンマン列車」   |
| 2700形    | 先行 試作車 | 2702      | 川重 | 2019/01/26 （高松） | 2020/07/18 （高知） |               | 高知      | 「土讃線きいろいアンパンマン列車」 |
| 2700形    | 量産車      | 2703      | 川重 | 2019/04/08 （高知） |                     |               | 高知      | 「土讃線あかいアンパンマン列車」   |
| 2700形    | 量産車      | 2704      | 川重 | 2019/04/08 （高知） |                     |               | 高知      | 「土讃線きいろいアンパンマン列車」 |
| 2700形    | 量産車      | 2705      | 川重 | 2019/07/14 （高松） |                     |               | 高松      |                                    |
| 2700形    | 量産車      | 2706      | 川重 | 2019/07/14 （高松） |                     |               | 高松      |                                    |
| 2700形    | 量産車      | 2707      | 川重 | 2019/07/14 （高松） |                     |               | 高松      |                                    |
| 2700形    | 量産車      | 2708      | 川重 | 2020/04/08 （高松） |                     |               | 高松      |                                    |
| 2700形    | 量産車      | 2709      | 川重 | 2020/04/08 （高知） |                     |               | 高知      |                                    |
| 2700形    | 量産車      | 2710      | 川重 | 2020/04/08 （高知） |                     |               | 高知      |                                    |
| 2700形    | 量産車      | 2711      | 川重 | 2020/04/19 （高知） |                     |               | 高知      |                                    |
| 2700形    | 量産車      | 2712      | 川重 | 2020/04/19 （高知） |                     |               | 高知      |                                    |
| 2700形    | 量産車      | 2713      | 川重 | 2020/04/19 （高知） |                     |               | 高知      |                                    |
| 2700形    | 量産車      | 2714      | 川重 | 2020/08/07 （高松） |                     |               | 高松      |                                    |
| 2700形    | 量産車      | 2715      | 川重 | 2020/08/05 （高松） |                     |               | 高松      |                                    |
| 2700形    | 量産車      | 2716      | 川重 | 2020/08/07 （高松） |                     |               | 高松      |                                    |
| 2750形    | 先行 試作車 | 2751      | 川重 | 2019/01/26 （高松） | 2020/07/18 （高知） |               | 高知      | 「土讃線あかいアンパンマン列車」   |
| 2750形    | 先行 試作車 | 2752      | 川重 | 2019/01/26 （高松） | 2020/07/18 （高知） |               | 高知      | 「土讃線きいろいアンパンマン列車」 |
| 2750形    | 量産車      | 2753      | 川重 | 2019/04/08 （高知） |                     |               | 高知      |                                    |
| 2750形    | 量産車      | 2754      | 川重 | 2019/04/08 （高知） |                     |               | 高知      |                                    |
| 2750形    | 量産車      | 2755      | 川重 | 2019/07/14 （高松） |                     |               | 高松      |                                    |
| 2750形    | 量産車      | 2756      | 川重 | 2019/07/14 （高松） |                     |               | 高松      |                                    |
| 2750形    | 量産車      | 2757      | 川重 | 2019/07/14 （高松） |                     |               | 高松      |                                    |
| 2750形    | 量産車      | 2758      | 川重 | 2020/04/08 （高松） |                     |               | 高松      |                                    |
| 2750形    | 量産車      | 2759      | 川重 | 2020/04/08 （高松） |                     |               | 高松      |                                    |
| 2750形    | 量産車      | 2760      | 川重 | 2020/04/08 （高松） |                     |               | 高松      |                                    |
| 2750形    | 量産車      | 2761      | 川重 | 2020/04/19 （高知） |                     |               | 高知      |                                    |
| 2750形    | 量産車      | 2762      | 川重 | 2020/04/19 （高知） |                     |               | 高知      |                                    |
| 2750形    | 量産車      | 2763      | 川重 | 2020/04/19 （高知） |                     |               | 高知      |                                    |
| 2750形    | 量産車      | 2764      | 川重 | 2020/04/19 （高松） |                     |               | 高松      |                                    |
| 2750形    | 量産車      | 2765      | 川重 | 2020/08/07 （高松） |                     |               | 高松      |                                    |
| 2750形    | 量産車      | 2766      | 川重 | 2020/08/07 （高松） |                     |               | 高松      |                                    |
| 2800形    | 量産車      | 2801      | 川重 | 2019/07/14 （高知） |                     |               | 高知      |                                    |
| 2800形    | 量産車      | 2802      | 川重 | 2019/07/14 （高知） |                     |               | 高知      |                                    |
| 2800形    | 量産車      | 2803      | 川重 | 2020/04/08 （高知） |                     |               | 高知      | 「土讃線あかいアンパンマン列車」   |
| 2800形    | 量産車      | 2804      | 川重 | 2020/04/08 （高知） |                     |               | 高知      | 「土讃線きいろいアンパンマン列車」 |
| 2800形    | 量産車      | 2805      | 川重 | 2020/04/19 （高知） |                     |               | 高知      |                                    |
| 2800形    | 量産車      | 2806      | 川重 | 2020/08/07 （高知） |                     |               | 高知      |                                    |
| 2800形    | 量産車      | 2807      | 川重 | 2020/08/05 （高知） |                     |               | 高知      |                                    |

| 車両 形式 | 製造 区分 | 車両 番号 | 製造 | 落成 （配置）       | 転属 （配置） | 除籍 （配置） | 現行 配置 | 備考 |
| --------- | --------- | --------- | ---- | ------------------- | ------------- | ------------- | --------- | ---- |
| 2700形    | 量産車    | 2730      | 川重 | 2020/08/05 （高知） |               |               | 高知      |      |
| 2750形    | 量産車    | 2780      | 川重 | 2020/08/05 （高知） |               |               | 高知      |      |